# Uniți pentru Ungaria
Uniți pentru Ungaria (maghiară Egységben Magyarországért), anterior numit și Opoziția Unită a fost o alianță politică din Ungaria. Aceasta a concurat la alegerile parlamentare din 2022 pe care le a pierdut. Ulterior la scurt timp după aceea alianța s-a desființat.

## Istorie

### Fondare și scopul alianței
Membrii alianței de partid la momentul formării acesteia
- Coaliția Democrată (DK)
- Mișcarea pentru o Ungarie mai Bună (Jobbik)
- LMP - Partidul Verde Maghiar
- Partidul Socialist Maghiar (MSZP)
- Mișcarea Impulsului (Momentum)
- Dialogul pentru Ungaria (Párbeszéd)

Scopul alianței este de a nominaliza un candidat împotriva candidatului Fidesz–KDNP în fiecare dintre cele 106 circumscripții individuale și, în cazul unei victorii, de a co-guverna pe baza unui program și a unor principii convenite de comun acord.
Nu se așteaptă ca partidele de opoziție să fuzioneze complet, deoarece scopul nu este acela de a elimina diferențele, ci de a funcționa dacă doresc nu doar o schimbare de guvern, ci „să creeze o Ungarie durabilă locuibilă, unde diferențele pot fi discutate și gestionate”.

### Program comun
Pe 20 decembrie 2020 cele 6 partide au fost în cele din urmă de acord și și-au rezumat obiectivele în 13 puncte: „Iată cele 13 puncte ale opoziției pentru schimbarea epocii. Pentru Ungaria, pentru republică!"
1. La alegerile parlamentare din 2022, partidele de opoziție vor desemna un candidat comun pentru funcția prim-ministru, a cărui identitate va fi decisă de electorat în alegerile primare.
2. Partidele de opoziție au convenit să desemneze un candidat individual comun în fiecare dintre cele 106 circumscripții. În alegerea candidaților comuni, partidele implică și electoratul, care poate decide în perioada preelectorală cine îi va reprezenta în circumscripția lor la alegerile parlamentare.
3. Partidele care întocmesc lista comună susțin numai nominalizările candidaților care au fost supuși unei examinări riguroase organizate în comun de partidele de opoziție, semnează o declarație de integritate și o declarație de valori care descriu principiile guvernării comune, convin în scris să pună în aplicare program comun de guvernare și acceptă principiul în cazul alegerii lor, își îndeplinesc atribuțiile în interesul întregii națiuni maghiare.
4. Partidele de pe lista comună resping cu fermitate sprijinul candidaților care nu sunt demni de încrederea alegătorilor care doresc o schimbare din cauza declarațiilor lor care încalcă demnitatea umană, se înțeleg pe ascuns cu Fidesz, implicarea dovedită în corupție sau alte activități ilegale.
5. Partidel de pe lista comună se angajează să curețe viața publică din Ungaria de corupția sistemică, care a otrăvit-o de mult timp, să pună capăt achiziției fără scrupule de proprietăți de către oligarhi și să creeze condițiile pentru ca autorii corupției NER să poată fi trași la răspundere în fața justiției lor independente. În acest scop, partidele se angajează să restabilească independența parchetului și a justiției, să se alăture Parchetului European și să facă transparență în utilizarea banilor publici guvernamentali și a sistemului de finanțare a partidelor prin adoptarea unui pachet cuprinzător de transparență.
6. Partidele cu o listă comună va restabili libertatea presei, va crea un serviciu public echilibrat, de înaltă calitate, în locul mass-media care difuzează propaganda de partid falsă și plină de ură experimentată în regimurile autoritare și se va angaja să restricționeze publicitatea de stat și campaniile finanțate din fonduri publice la nivel legal
7. Partidele care întocmesc lista comună se angajează să creeze o nouă constituție care să implice toate partidele politice cu sprijin social real și societatea civilă, care va fi confirmată prin referendum. Partidele care stabilesc lista comună sunt hotărâte să facă din Curtea Constituțională un gardian de încredere al constituției și al drepturilor constituționale ale tuturor maghiarilor, redându-le fosta autoritate și independență și restabilind puterile guvernului regresiv la dorința nestăpânită de putere.
8. Partidele care întocmesc lista comună se angajează să adopte o nouă lege electorală bazată pe principiile proporționalității și justiției, care să nu favorizeze unilateral vreo organizație politică, dar capabilă să împiedice tâlharii să jefuiască banii publici.
9. Președintele Republicii nu mai poate fi o simplă marionetă, el trebuie să aibă o puternică legitimitate și integritate personală pentru a simboliza unitatea națiunii, pentru a forma o adevărată contrapondere la putere. Partidele care întocmesc lista comună se angajează, așadar, să pună alegerea Președintelui Republicii direct în mâinile electoratului.
10. Partidele care întocmesc lista comună se angajează să compenseze omisiunea dureroasă a schimbării de regim din 1989-1990 și să facă publice dosarele securității.
11. Partidele de pe lista comună se angajează să guverneze în conformitate cu principiile durabilității, să facă față provocării crizei ecologice și climatice și să abordeze natura și protecția climei, adaptarea la climă și tranziția echitabilă ca probleme centrale.
12. Partidele de pe lista comună se angajează să construiască o societate coerentă, dreaptă și sigură în care muncitorii, consacrati în drepturile lor, să-și trăiască slujba echitabil, femeile să fie plătite și respectate la fel ca bărbații, bătrânii să primească o pensie echitabilă, statul să le garanteze minim de trai. condiții pentru toți și servicii publice de calitate și sprijină ferm dezvoltarea mai rapidă a regiunilor aflate în întârziere.
13. Partidele care au înființat o listă comună se angajează să creeze pacea socială în loc să împărtășească și să incite la ură și să lucreze pentru vindecarea rănilor istorice care încă sunt vii în societatea maghiară.

### Selecția candidaților
Președinții de partid au convenit să înființeze un program comun în interesul țării și au considerat că instituția preelectorală este un instrument legitim pentru selecția candidaților individuali pe lângă calea negociată.
Nu numai candidații comuni individuali sunt hotărâți prin alegeri preelectorale, ci și persoana care candidează pentru funcția de prim-ministru.

## Nevoia de colaborare
Nevoia de cooperare a opoziției provine din caracteristicile celui mai recent sistem electoral, din diversitatea partidelor de opoziție și din caracteristicile din Teoria jocurilor ale comportamentului uman:
1. un sistem de vot cu majoritate relativă introdus în 2011 delegă în parlament cel mai susținut candidat districtual, chiar dacă sprijinul acestuia este de fapt sub 50%, doar ceilalți candidați au primit și mai puțin sprijin individual
2. datorită unității partidelor de guvernământ de dreapta și a multiplicității partidelor de opoziție și fără coordonarea opoziției, ultimii alegători au fost împărțiți în mod natural între partidele lor de ani de zile, astfel încât puterea lor de vot nu a ajuns în cea mai mare parte la dreapta unilaterală.
3. Partidele de opoziție se confruntă cu problema „plebelor” cunoscuți din teoria jocurilor, pentru că dacă își urmăresc singuri interesele egoiste, este mai probabil să intre în parlament și să rămână pe linia de plutire, deși nu pot forma un guvern, iar cooperarea lor este îngreunată de faptul că „un jucător care are un comportament egoist, v-a implica în mod natural un comportament similar al altora”:
  - „În conformitate cu regulile actuale, dacă un singur partid se listează, trebuie să ajungă la 5 la sută pentru a intra, dacă sunt două, 10 la sută, dacă sunt mai mult de două, 15 la sută”.[5] - încurajează egoismul
  - „un grup politic ar putea fi format de acum înainte numai din membrii aceluiași partid care au întocmit o listă națională și au obținut un mandat la alegerile precedente”[6] - aceasta este o condiție pentru a rămâne pe linia de plutire
  - Din 106 „candidații trebuie nominalizați în 27 de locuri pentru ca organizația care i-a nominalizat să aibă o listă națională”[7] - de aceea voturile sunt spulberate și toți ceilalți trebuie să joace un joc egoist.

Potrivit lui Tibor Závecz, directorul general al Závecz Research, datele de sprijin și dorința de vot a partidelor de opoziție arată că poate exista chiar o concurență strânsă între Fidesz și opoziție, care a cooperat mult mai strâns decât înainte. Fidesz are un avantaj imens pe lista de partid, dar poate fi un potențial contestator în opoziția unificatoare. Potrivit unui sondaj din iulie 2020, 87% dintre alegătorii opoziției au susținut candidatul comun, 83% au susținut și lista comună.

## Controverse în cadrul alianței
Cooperare mai strânsă prin alianță, dar se așteaptă și multe dezbateri între partide. Un program comun poate fi creat printr-o strânsă cooperare între personalul de experți, instituțiile de bază și fundațiile de partid care le operează, ceea ce necesită coordonarea resurselor financiare și a activităților de comunicare.
Sunt așteptate dezbateri serioase privind selecția celor 106 candidați individuali, problema listelor comune sau separate și modul în care va fi selectat candidatul comun la funcția de prim-ministru. Alianța s-a născut din mai multe idei; unele partide susțin cooperarea deplină, dar Péter Jakab, președintele Jobbik, a vorbit despre două tipuri de liste, și anume o listă MSZP-DK-Dialogul și o listă Jobbik-Momentum-LMP. Jakab a spus că are nevoie de două liste, deoarece a spus că nu mulți oameni din satele rurale vor vota pentru politicienii care au guvernat înainte de 2010. O decizie comună în această problemă este așteptată până la sfârșitul lui 2020.
Potrivit unui sondaj din iulie 2020, doar 5% ar dori mai multe liste, restul sunt nesiguri. Candidații comuni au fost susținuți indiferent de preferințele partidelor, cu diferențe de simpatizanți de la fiecare partid din lista comună: 80-81 de procente ar vota doar pentru DK și Momentum (4, respectiv 7 la sută, se opun ferm). În opinia sa, acea listă ar fi mai bună din punct de vedere psihologic pentru opoziție. Cu toate acestea, potrivit unui analist de la Political Capital, alegătorii anti-Orbán pot fi mai bine mobilizați dacă au cel puțin o mică opțiune și pot alege cel puțin cele mai atractive grupări de partide.

## Compoziție
| Partid | Partid                        | Ideologie              | Lider(i)                     |
| ------ | ----------------------------- | ---------------------- | ---------------------------- |
|        | Partidul Socialist Maghiar    | Social democrație      | Bertalan Tóth Ágnes Kunhalmi |
|        | Coaliția Democrată            | Liberalism social      | Ferenc Gyurcsány             |
|        | Jobbik                        | Conservatorism         | Péter Jakab                  |
|        | LMP - Partidul Verde Maghiar  | Liberalism verde       | László Lóránt Keresztes      |
|        | Dialogul pentru Ungaria       | Politică verde         | Gergely KarácsonyTímea Szabó |
|        | Mișcarea Impulsului           | Liberalism             | Anna Donáth                  |
|        | Partidul Liberal Maghiar      | Liberalism             | Anett Bősz                   |
|        | Partidul Popular al Noii Lumi | Conservatorism liberal | József Pálinkás              |
|        | Un Nou Început                | Liberalism conservator | Krisztina Hohn               |

| Organizație | Organizație                  | Ideologie              | Lider             |
| ----------- | ---------------------------- | ---------------------- | ----------------- |
|             | Mișcarea Toți pentru Ungaria | Conservatorism liberal | Péter Márki-Zay   |
|             | Mișcarea 99                  | Progresism             | Gergely Karácsony |

## Rezultate electorale

### Adunarea Națională
| Alegeri | Voturi    | Voturi | Voturi | Locuri   | Locuri | Poziție | Guvern                      | Lider                         |
| Alegeri | #         | %      | ± pp   | #        | +/−    | Poziție | Guvern                      | Lider                         |
| ------- | --------- | ------ | ------ | -------- | ------ | ------- | --------------------------- | ----------------------------- |
| 2022    | 1,807,051 | 34.89% | ▼11.81 | 56 / 199 | ▼6     | 2       | Supermajoritate Fidesz–KDNP | Péter Márki-Zay (Independent) |